# Duboscquiellina alba
Duboscquiellina alba är en mångfotingart som beskrevs av Broelemann 1926. Duboscquiellina alba ingår i släktet Duboscquiellina och familjen fingerdubbelfotingar. Inga underarter finns listade i Catalogue of Life.